# Aristolochia yalaensis
Aristolochia yalaensis är en piprankeväxtart som beskrevs av Phuph.. Aristolochia yalaensis ingår i släktet piprankor, och familjen piprankeväxter. Inga underarter finns listade i Catalogue of Life.